# ビッグパレットふくしま

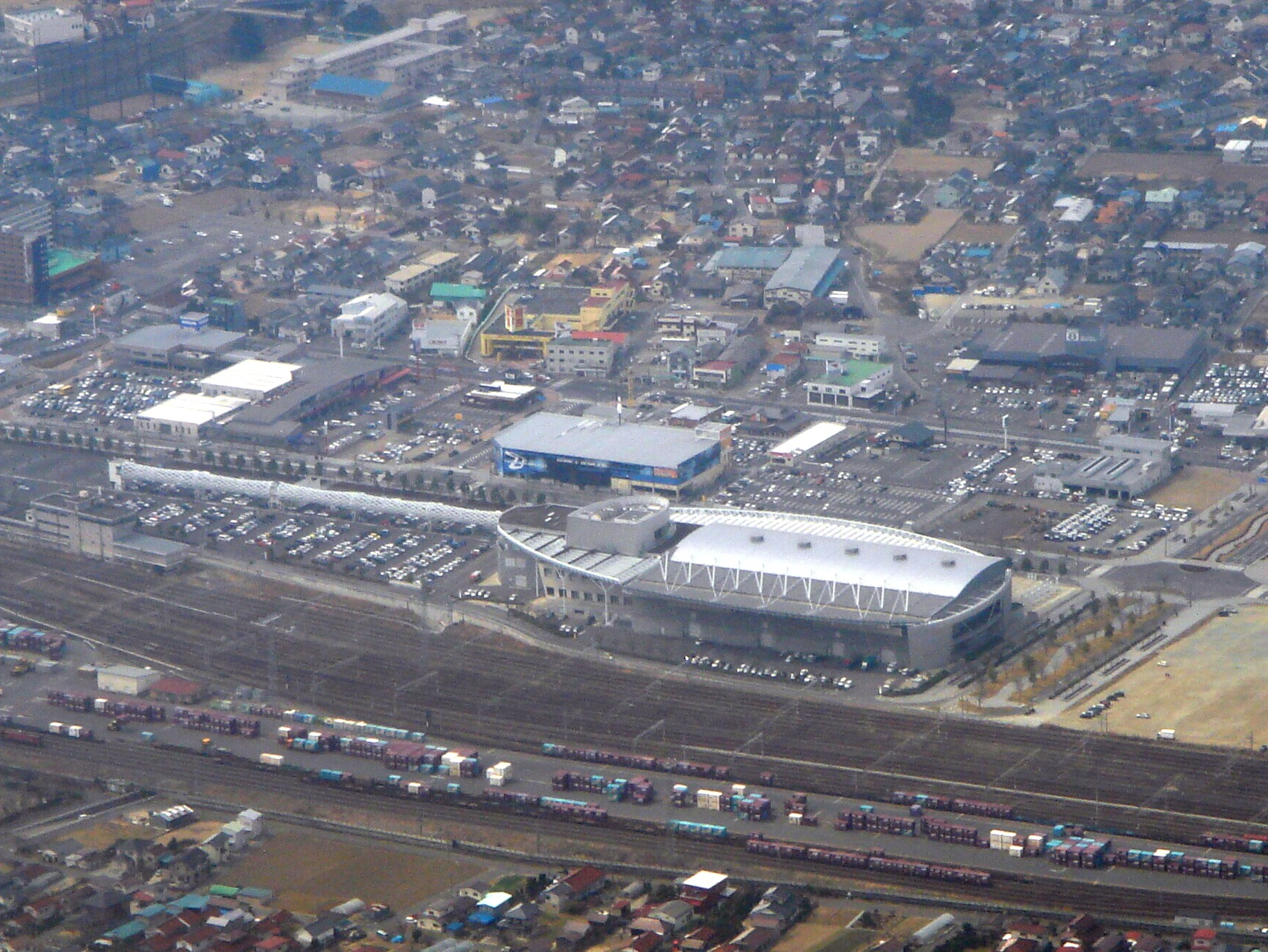
ビッグパレットふくしま。JR東北本線と県道17号（旧国道4号）の間に立地する。

ビッグパレットふくしま（英: BIG PALETTE FUKUSHIMA）は、福島県郡山市にある多目的ホール。正式名称は福島県産業交流館（ふくしまけんさんぎょうこうりゅうかん）。
指定管理者の公益財団法人福島県産業振興センターにより運営されている。見本市をはじめ、会議、研修、スポーツ興行、コンサート、同人誌即売会など様々なイベントで使用されている。

## 施設概要
地上4階、地下1階、延床面積23,258m2。
- 建築設計

北川原温
- 多目的展示ホール

収容人数：5,500人
展示面積：5,495m2 （3分割可能）
- コンベンションホール

4か国語同時通訳設備があり国際会議に対応
面積：953m2 （2分割可能） 収容人数：1,000人
- 屋外展示場

展示面積：3,085m2
- マルチパーパスルーム1

面積：81m2
- マルチパーパスルーム2

面積：96m2
- 中会議室

面積：360m2 （2分割可能）
- 小会議室1

面積：60m2
- 小会議室2

面積：62m2
- 小会議室3 （小会議室2と合わせて使用可能）

面積：66m2
- 研修室

面積：66m2
- プレゼンテーションルーム

面積：277m2
- 特別会議室

面積：72m2
- 特別室

面積：35m2
- レストラン

約150席
- 駐車場

約800台

## 沿革
- 1998年（平成10年）10月16日 - 開館
- 2011年（平成23年）3月11日 - 東日本大震災により被災（詳細は後述）
- 2013年（平成25年）9月2日、2004年（平成16年）6月から2013年（平成25年）6月までの9年間にわたり、1階コンベンションホールを利用した81団体、218件のイベントについて、本来は支払う必要のない電気料金2,759,680円を誤って請求していたことが明らかになった。当館では対象となる団体に謝罪、法定利息の年利5%を上積みして返納。利息は約74万円に上り、当館の施設利用収入から払われた[2][3]。
- 2020年（令和2年）4月18日から5月31日の期間、新型コロナウイルス感染症拡大防止のため、臨時休館した。
- 2021年（令和3年）2月13日 - 福島県沖地震が発生して休館[4]。
- 2021年（令和3年）10月 - 全面再開[4]。
- 2022年（令和4年）3月16日 - 福島県沖地震が発生。展示ホールの搬出口大型シャッターがレールから脱落、プレゼンテーションルームの天井からの水漏れが発生し当面休館となる[4]。
- 2022年（令和4年）4月11日 - 一部再開[5]。
- 2022年（令和4年）9月23日 - 全面再開[6]。

## 東日本大震災の影響
2011年（平成23年）3月11日に発生した東日本大震災（東北地方太平洋沖地震）では、3月16日夜から富岡町や川内村からの避難者を受け入れた。ビッグパレットふくしまでも地震により天井の一部が崩落し、ダクトが外れたり、パイプが落下するなど被害を受け、建物は危険度B判定で本来は立ち入りが制限される状況だった。
エレベーターやエスカレーターの停止している建物の2階や3階に要介護者が入り、通路にも人が横にならざるを得ず通行もままならない状況だったため、4月には福島県庁から避難所運営支援チームが派遣された。
施設は福島県内最大の収容避難所となり、一時は2,500人もの避難者が入所していた。その後、県内各地に仮設住宅が整備されたことから、同年8月31日に閉所した。
避難所内の情報を発信するため、一時期「おだがいさまFM」というミニFM局が開局された。
震災の被害により、2011年（平成23年）3月12日から閉館となっていたが、2012年（平成24年）6月から、一部の業務が再開し始め、同年11月にはすべての業務が再開した。

## 交通アクセス
鉄道及び路線バス
- JR東北本線 郡山駅、バスターミナル1番線（柴宮団地行き以外を使用）より15分〜20分。ビッグパレットバス停下車、徒歩ですぐ。
- JR東北本線 安積永盛駅下車後、徒歩で約30分。
  - 郡山貨物ターミナル駅が隣接しているが、旅客の取り扱いはない。ここは郡山南拠点であり、東北本線新駅としての南郡山駅開設構想がある[10]（安積永盛駅#その他）。

自動車
- 東北自動車道郡山南インターチェンジから約7km、約15分。